# Hero In Me
«Hero In Me» es un sencillo oficial de la película "Dadnapped" promocionada y estrenada en Disney Channel el 19 de diciembre de 2008 para todo el mundo.

## Video musical
En el video musical podemos ver a Emily Osment cantando y tocando su guitarra, mientras también se ven escenas de la película desde el principio hasta el final. El video se promocionó en Disney Channel durante varios días.

## Posicionamiento
| Listas (2011)       | Posición |
| ------------------- | -------- |
| Canadian Hot 100    | 99       |
| Radio Disney Top 20 | 12       |